# Duellmanohyla ignicolor
A Duellmanohyla ignicolor a kétéltűek (Amphibia) osztályának békák (Anura) rendjébe és a levelibéka-félék (Hylidae) családjába tartozó faj.

## Előfordulása
A faj Mexikó endemikus faja. Természetes élőhelye a szubtrópusi és trópusi nedves síkvidéki erdők,  trópusi vagy szubtrópusi nedves hegyvidéki erdők, folyók. A fajra élőhelyének elvesztése jelent fenyegetést.